# Фігурне катання на літніх Олімпійських іграх 1908 — парне катання
Парні змагання з фігурного катання на літніх Олімпійських іграх 1908 відбувалися 29 лютого.
Усі змагання пройшли в Prince's Skating Club у районі Найтсбридж, у Лондоні. У змаганнях брали участь 3 пари (6 фігуристів) зі 3 країн світу. Це перший та останній випадок у фігурному катанні (парні змагання), коли всі учасники отримали олімпійські медалі.

## Медалісти
| Золото                      | Срібло                             | Бронза                       |
| Анна Гюблер / Генріх Бургер | Філліс Джонсон / Джеймс Г. Джонсон | Мардж Сайерз / Ервард Сайерз |
|                             |                                    |                              |

## Результати

### Медальний залік
| Поз. | Атлети                             | Країна          | СП   | УБ   |
| ---- | ---------------------------------- | --------------- | ---- | ---- |
| 1    | Анна Гюблер / Генріх Бургер        | Німеччина       | 5,0  | 56,0 |
| 2    | Філліс Джонсон / Джеймс Г. Джонсон | Велика Британія | 11,0 | 51,5 |
| 3    | Мардж Сайерз / Ервард Сайерз       | Велика Британія | 15,0 | 48,0 |

Рефері:  Герберт Дж. Фоулер
Судді:
1. Геннінг Гренандер
2. Едвард Гюрле
3. Густав Гюґель
4. Георгій Сандерс
5. Германн Вендт